# Before I Forget
A Before I Forget a Slipknot amerikai alternatív metalegyüttes Grammy-díjas dala a 2004-ben megjelent Vol. 3 (The Subliminal Verses) c. albumukról. A dalt 2005 júniusában adták ki kislemezen. A Billboard mainstream rock slágerlistáján a 11. helyig jutott, az angol kislemezlistán pedig 35. lett. 2006-ban nyert Grammy-díjat a Best Metal Performance kategóriában.

## Számlista
1. "Before I Forget" (single mix) – 3:37
2. "Before I Forget" (Full length single Version) – 4:23